# Sutsch
Sutsch ist eine Ortschaft in der Gemeinde Gurk im Bezirk Sankt Veit an der Glan in Kärnten (Österreich). Die Ortschaft hat 13 Einwohner (Stand 1. Jänner 2024).

## Lage
Die Ortschaft liegt sonnseitig in den Wimitzer Bergen, etwa 2 km westsüdwestlich des Pfarrorts Pisweg, auf dem Gebiet der Katastralgemeinde Gruska.
Auf dem Sutsch gibt es drei Siedlungsplätze: der Hof Sutscher (Haus Nr. 1) samt der Binderkeusche (Nr. 3) liegt auf etwa 1000 m Seehöhe. 300 m westlich davon liegt der Hof Waigand (auch Weigandhof bzw. Wayand; Nr. 4, 5 und 7) auf etwa 1080 m Höhe. 400 m südöstlich des Sutscherhofs ist ein neueres Haus (Nr. 2) auf einer Höhe von etwa 950 m.

## Geschichte
Der Ort wurde 1386 als Suz genannt.

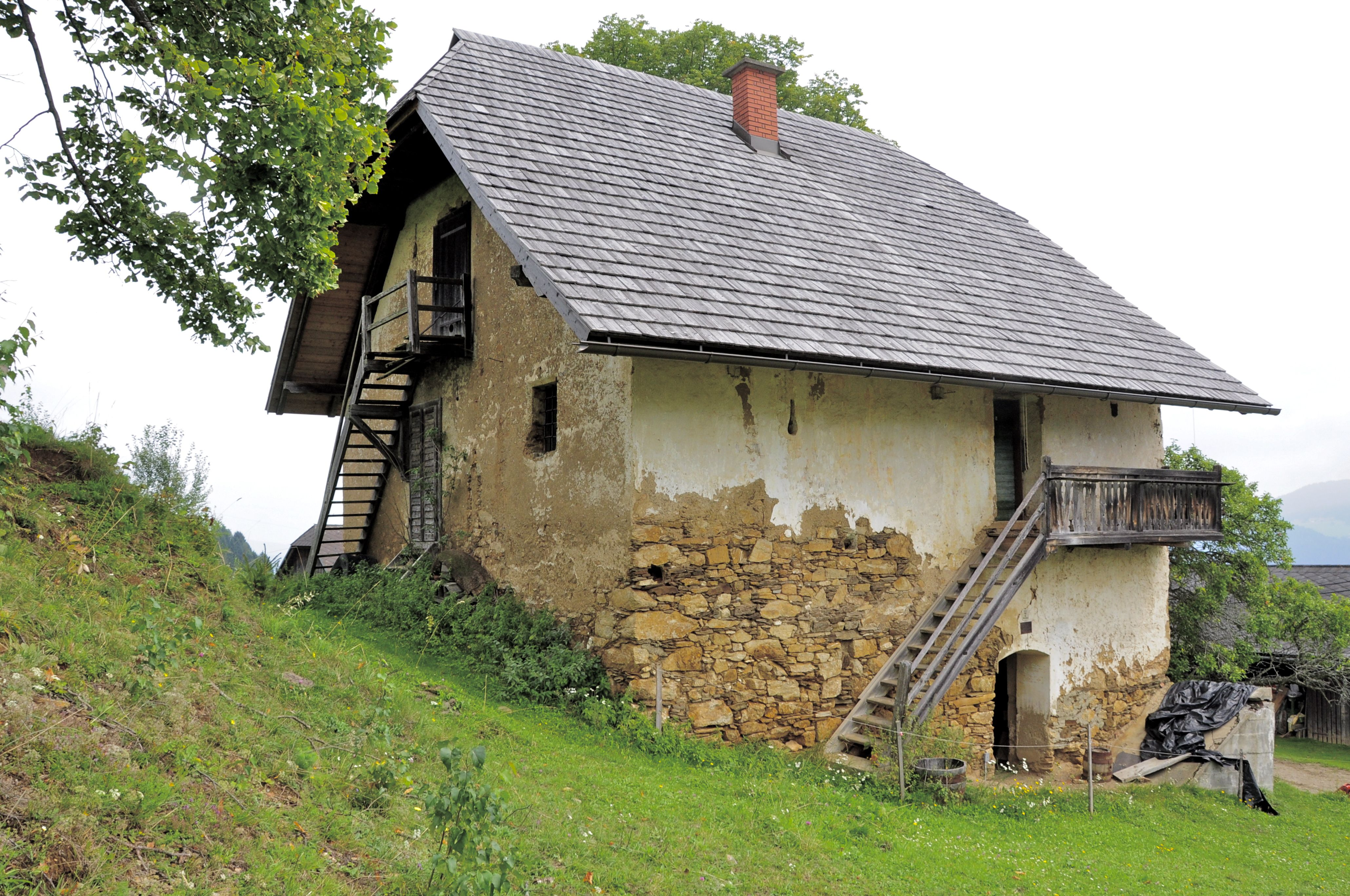
Denkmalgeschützter Mauerspeicher beim vulgo Weigand

Ab dem späten 16. Jahrhundert sagten sich Einwohner von Sutsch vorübergehend von der Katholischen Kirche los und bekannten sich zum protestantischen Glauben. Ein kleines Gebäude beim Hof Sutscher, das damals als protestantisches Bethaus gedient haben soll, wurde Anfang des 20. Jahrhunderts abgerissen.
Auf dem Gebiet der Steuergemeinde Gruska gelegen, gehörte Sutsch in der ersten Hälfte des 19. Jahrhunderts zum Steuerbezirk Kraig und Nußberg. Bei Gründung der Ortsgemeinden im Zuge der Verwaltungsreformen Mitte des 19. Jahrhunderts kam Sutsch an die Gemeinde Pisweg. 
Am 1. Februar 1896 brannten beim vulgo Sutscher ein Wirtschaftsgebäude, ein Wohnhaus und eine Keusche ab. Als am 6. Juni 1931 ein Blitz in eine Fichte in Sutsch einschlug, unter der einige Personen Schutz vor einem Gewitter gesucht hatten, wurden zwei Männer getötet und eine Frau und zwei Kinder verletzt.
Seit der Gemeindestrukturreform 1972 gehört der Ort zur Gemeinde Gurk.

## Bevölkerungsentwicklung
Für die Ortschaft ermittelte man folgende Einwohnerzahlen:
- 1869: 4 Häuser, 47 Einwohner[6]
- 1880: 4 Häuser, 42 Einwohner[7]
- 1890: 5 Häuser, 45 Einwohner[8]
- 1900: 3 Häuser, 24 Einwohner[9]
- 1910: 4 Häuser, 15 Einwohner[10]
- 1923: 4 Häuser, 34 Einwohner[11]
- 1934: 29 Einwohner[12]
- 1961: 3 Häuser, 21 Einwohner[13]
- 2001: 4 Gebäude (davon 3 mit Hauptwohnsitz) mit 4 Wohnungen; 14 Einwohner und 1 Nebenwohnsitzfall; 3 Haushalte; 1 Arbeitsstätte, 2 land- und forstwirtschaftliche Betriebe[14]
- 2011: 4 Gebäude, 11 Einwohner, 3 Haushalte, 1 Arbeitsstätte[15]
- 2021: 3 Gebäude, 13 Einwohner, 3 Haushalte, 2 Arbeitsstätten[16]